# NGC 3998
NGC 3998 est une galaxie lenticulaire relativement rapprochée et située dans la constellation de la Grande Ourse. NGC 3998 a été découverte par l'astronome germano-britannique William Herschel en 1789.

## Caractéristiques
NGC 3998 présente une large raie HI. C'est une galaxie LINER, c'est-à-dire une galaxie dont le noyau présente un spectre d'émission caractérisé par de larges raies d'atomes faiblement ionisés.

### Distance
Sa vitesse par rapport au fond diffus cosmologique est de 1 216 ± 13 km/s, ce qui correspond à une distance de Hubble de 17,93 ± 1,27 Mpc (∼58,5 millions d'al).
À ce jour, une dizaine de mesures non basées sur le décalage vers le rouge (redshift) donnent une distance de 20,142 ± 9,365 Mpc (∼65,7 millions d'al), ce qui est à l'intérieur des valeurs de la distance de Hubble. Puisque cette galaxie est relativement rapprochée du Groupe local, cette distance est peut-être plus près de sa distance réelle que la distance de Hubble. Notons que c'est avec la valeur moyenne des mesures indépendantes, lorsqu'elles existent, que la base de données NASA/IPAC calcule le diamètre d'une galaxie.

### Morphologie
NGC 3998 a été utilisée par Gérard de Vaucouleurs comme une galaxie de type morphologique SA(r)00 dans son atlas des galaxies,.

### Galaxie de Seyfert et radiogalaxie
NGC 3998 est également une galaxie active de type Seyfert 1. Enfin c'est une radiogalaxie à spectre continu (Flat-Spectrum Radio Source).

## Trou noir supermassif
Selon une étude publiée en 2009 et basée sur la vitesse interne de la galaxie mesurée par le télescope spatial Hubble, la masse du trou noir supermassif au centre de NGC 3998 serait comprise entre 50 millions et 350 millions de {\displaystyle M_{\odot }}.
Selon une autre étude réalisée auprès de 76 galaxies par Alister Graham, le bulbe central de NGC 3998 renferme un trou noir supermassif dont la masse est estimée à 2,2+2,0
 −1,7 × 108 {\displaystyle M_{\odot }}.

## Groupe de NGC 3631 et de M101
Selon un article de A.M. Garcia paru en 1993, NGC 3998 fait partie du groupe de NGC 3631. Ce groupe de galaxies comprend au moins 10 galaxies. Les autres galaxies du groupe sont NGC 3631, NGC 3657, NGC 3718, NGC 3913, NGC 3972, UGC 6251, UGC 6446 et UGC 6816. Abraham Mahtessian mentionne aussi l'existence de ce groupe, mais il n'y figure que 5 galaxies, soit NGC 3631, NGC 3657, NGC 3718, NGC 3729 et UGC 6446 qui est notée 1123+5401 pour CGCG 1123.8+5401 dans son article.
Abraham Mahtessian place plutôt la galaxie NGC 3972 dans un groupe plus vaste qui compte plus de 80 galaxies, le groupe de M101 décrit dans un article publié en 1998. Plusieurs galaxies de la liste de Mahtessian se retrouvent également dans d'autres groupes décrits par A.M. Garcia, soit le groupe de NGC 3631, le groupe de NGC 3898, le groupe de M109 (NGC 3992), le groupe de NGC 4051, le groupe de M106 (NGC 4258) et le groupe de NGC 5457.
Plusieurs galaxies des six groupes de Garcia ne figurent pas dans la liste du groupe de M101 de Mahtessian. Il y a plus de 120 galaxies différentes dans les listes des deux auteurs. Puisque la frontière entre un amas galactique et un groupe de galaxie n'est pas clairement définie (on parle de 100 galaxies et moins pour un groupe), on pourrait qualifier le groupe de M101 d'amas galactique contenant plusieurs groupes de galaxies.

## Amas de la grande Ourse et superamas de la Vierge
Les groupes de NGC 3631 et de M101 font partie de l'amas de la Grande Ourse, l'un des amas galactiques du superamas de la Vierge.